# エリュクシアス (対話篇)
『エリュクシアス』（希: Ἐρυξίας, 羅: Eryxias）とは、プラトン名義の短篇の対話篇。偽書。副題は「富について」。
古代にトラシュロスがまとめた四部作（テトラロギア）集36篇の中に含まれておらず、ディオゲネス・ラエルティオスが『ギリシア哲学者列伝』の中で、「誰もが一致して偽作としている」作品として名指しした11篇の内の1つ。

## 構成

### 登場人物
- ソクラテス - 53-54歳頃。
- エリュクシアス - アテナイ出身の青年。クリティアスの親戚・友人。
- クリティアス - プラトンの母のいとこ。後の三十人政権の主導者。『カルミデス』『プロタゴラス』にも登場。
- エラシストラトス - クリティアスと共に三十人政権を担ったエラシストラトスか。

### 年代・場面設定
アテナイのアゴラにあるゼウス柱廊で散歩していたソクラテスとエリュクシアス。そこにシケリア方面から帰ってきたばかりのエラシストラトスが合流する。エラシストラトスは近くを通り過ぎたシュラクサイの使節の一人を指し、彼がイタリア一番の金持ちであり、また一番の悪人だと思われていると説明する。
その話を聞いていたソクラテスによって「富」についての問答が開始される。

### 補足
本篇は、『カルミデス』や『リュシス』と同じく、かつての対話をソクラテスが読者に語るという体裁を採っている。

## 日本語訳
- 『プラトン全集 15』 尼ヶ崎徳一訳、岩波書店、1975年, 2006年